# STS-94
STS-94, voluit Space Transportation System-94, was een Spaceshuttlemissie van de Verenigde Staten met de Spaceshuttle Columbia. De lancering vond plaats op 1 juli 1997 en er werd gevlogen met dezelfde bemanning als met de niet-succesvolle vlucht STS-83.

## Bemanning
- James D. Halsell (4), Missie Bevelvoerder
- Susan L. Still (2), Piloot
- Janice E. Voss (4), Payload Bevelvoerder
- Donald A. Thomas (4), Missie Specialist
- Michael L. Gernhardt (3), Missie Specialist
- Roger Crouch (2), Payload Specialist
- Gregory Linteris (2), Payload Specialist

## Missieparameters
- Massa:
  - Orbiter Landing with payload: 117,802 kg
  - MSL-1 Spacelab Module: 10,169 kg
- Perigeum: 296 km
- Apogeum: 300 km
- Glooiingshoek: 28,5°
- Omlooptijd: 90,5 min